# Kitty Doner
Kitty Doner, de son nom de naissance Catherine Donohue, est une comédienne de vaudeville américain née le 6 septembre 1895 et morte le 26 août 1988. Elle se spécialise au cours de sa carrière dans les rôles masculins, puis travaille comme chorégraphe et productrice de télévision.

## Biographie

### Jeunesse
Catherine Donohue naît à Chicago, dans l’état de l’Illinois. Ses parents, Joe et Nellie Doner, tous deux nés en Angleterre, sont comédiens de vaudeville, et contribuent à sa formation. Son frère Ted et sa sœur Rose empruntent la même voie.

### Carrière
Kitty Doner se produit pour la première fois à l’âge de quinze ans sur scène, son père lui ayant inculqué des techniques de danse. De petite stature, elle interprète des rôles de jeunes hommes ; elle est considérée comme une des meilleures actrices travesties en homme de son époque, avec Vesta Tilley et Ella Shields, qui se produisent au Royaume-Uni. Parmi ses numéros, elle est connue pour se changer sur scène, passant d’un costume d’homme à une tenue féminine, démontrant que son travestissement était plus une affaire de talent que de choix de costume.
Doner joue à Broadway, notamment dans les spectacles Dancing Around en 1914 avec Al Jolson, Robinson Crusoe Jr. en 1916 et Sinbad en 1918, toujours avec Jolson. En 1921, elle se produit à l’Apollo Theater, ainsi qu’au Metropolitan Opera House (sur Broadway) pour des œuvres caritatives. Ted, Rose et Kitty Doner participent tous les trois à The Dancing Girl en 1923.
En 1928, certains numéros de Kitty Doner figurent dans un court-métrage parlant, A Bit of Scotch.
Elle se consacre ensuite à la production télévisuelle, notamment une série musicale pour CBS, Choreotones, élaborée avec la danseuse Pauline Koner. Toutes deux contribuent ensuite à plusieurs spectacles pour Holiday on Ice. Avant la retraite, la dernière contribution de Doner est d’auditionner les numéros pour l’émission Ted Mack's Amateur Hour, au début des années 1950.

### Retraite
Kitty Doner meurt à 92 ans, le 26 août 1988, à Los Angeles, en Californie. Une collection personnelle, contenant une autobiographie non publiée et des photographies, est archivée à la bibliothèque de l’Université de Californie à Santa Barbara.